# اپسیلون مثلث جنوبی

Triangulum Australe chart

اپسیلون مثلث جنوبی یک ستاره است که در صورت فلکی مثلث جنوبی قرار دارد.